# Д’Акуисто, Сальво
Сальво Д'Акуисто (итал. Salvo D'Acquisto; 15 октября 1920, Неаполь — 23 сентября 1943, Рим) — итальянский карабинер, национальный герой Италии. Римско-католической церковью начат процесс его беатификации.

## Биография

Фотография Сальво д’Акуисто (Санта-Кьяра, Неаполь)

Сальво Д'Акуисто был уроженцем квартала Вомеро (Неаполь). В 1939 году поступил добровольцем в ряды карабинеров, в 1940 году направлен в Ливию. Во время боевых действий был ранен в ногу, затем перенёс малярию и в 1942 году вернулся в Италию, где окончил офицерскую школу. После окончания школы служил в чине вице-бригадира в небольшой деревушке Торримпьетра на Аврелиевой дороге, в окрестностях Рима.
В конце сентября взвод немецких десантников была расквартирован на итальянской учебной базе в Торре ди Палидоро, вблизи Торримпьетры. База использовалась в редких случаях итальянской гвардией для учений, поэтому здесь находились склады боеприпасов. 22 сентября при осмотре складов один немецкий солдат погиб, а второй был ранен при взрыве, причину которого установить не удалось. Командир дивизии обвинил в организации взрыва местное население и потребовал от итальянских карабинеров, находившихся под командованием Д'Акуисто, участия в расследовании.
23 сентября 1943 года Сальво Д'Акуисто, после проведённого расследования, сообщил немецкому командиру, что причиной взрыва стало, скорее всего, неосторожное обращение солдат с хранившимися боеприпасами. Командир не принял эту версию и арестовал наугад 22 местных жителя. В присутствии Д'Акуисто арестованные были допрошены, заявили о своей невиновности и сообщили, что не знают виновников взрыва. Д'Акуисто ещё раз заявил о том, что взрыв был случайным, и поэтому виновных среди местного населения не может быть. Немецкие солдаты в ответ оскорбили и избили карабинера. Двадцати двум арестованным были выданы лопаты — им было приказано вырыть братскую могилу для собственного захоронения после расстрела.
Когда яма была вырыта и стало ясно, что немцы готовы расстрелять невиновных, Сальво Д'Акуисто заявил, что он один подготовил и осуществил взрыв. Арестованные были отпущены (они и являются основными свидетелями произошедшего), а Сальво Д'Акуисто расстрелян.

## Герой и слуга Божий

Гробница Сальво д’Акуисто, слуги Божиего (Неаполь, Санта-Кьяра)

Ценою своей жизни Сальво Д'Акуисто спас от неминуемой смерти 22 невиновных. 25 февраля 1945 года он был посмертно награждён золотой медалью за воинскую доблесть (итал. medaglia d'oro al valor militare). В 1974 году его подвиг был увековечен в художественном фильме режиссёра Ромула Гверрьери, а в 2003 году — телефильме Альберто Сирони. В 1975 году в его честь была выпущена почтовая марка.
Останки Сальво Д'Акуисто перенесены в неаполитанскую церковь Санта-Кьяра, усыпальницу сицилийских Бурбонов, и хранятся в первой капелле слева от главного входа. Римско-католической церковью начат процесс беатификации, так что в настоящее время Сальво Д'Акуисто называется «слугой Божиим» (итал. servo di Dio).

## В кинематографе
В фильме 1974 года «Заложники не должны умереть», роль Сальво Д’Акуисто исполнил Массимо Раньери. В сериале 2003 года «Сальво Д’Акуисто» его сыграл Джузеппе Фьорелло.